# Fehrentheil-Gruppenberg László
Lovag dr. Fehrentheil-Gruppenberg László Imre (Brassó, 1896. január 30. – Szigliget, 1943. július 9.) földmérő mérnök.

## Életpályája
Szülei: Fehrentheil-Gruppenberg Henrik Zsigmond József (1869-?) és Ötvös Aranka voltak. 1914–1918 között 30 hónapot töltött orosz és olasz fronton. A budapesti műegyetemen diplomázott 1921-ben. 1927-től Budapesten élt; a Műszaki Egyetem oktatója volt. 1927–1929 között részt vett Szigliget kataszteri felmérésében. Magánmérnöki gyakorlatot folytatott; fontos szerepe volt Budapest, 1935–1944 között új földméréseiben. 1938–1939 között az Iparügyi Minisztérium városrendezési ügyeit intézte.
Szakirodalmi munkássága számottevő, melyek a Térképészeti Közlönyben, a Geodéziai Közlönyben és a Magyar Szemlében jelentek meg.

## Művei
- Az állami földmérés reformja (Térképészeti Közlöny, 1926)
- Adatok Csesznek történetéhez (Veszprém, 1928)
- Dunántúli helynévmegfejtések (1932)
- A múlt század nagy földreformja (Geodéziai Közlöny, 1932)
- Egy dunántúli község birtokviszonyai (Geodéziai Közlöny, 1932)
- A római földmérők (Geodéziai Közlöny, 1932)
- A kormány nemzeti munkaterve és a tagosítás (Geodéziai Közlöny, 1933)
- A XVIII. század földmérő eszközei (Térképészeti Közlöny, 1933)
- Tagosítás, mint országrendezési feladat (Budapest, 1933)
- A tagosítás és mezőgazdaságunk átszervezése (Magyar Szemle, 1934)
- A tagosítás hatása a terméseredményekre (Budapest, 1934)
- Földbirtokpolitikai színképelemzés (Magyar Szemle, 1935)
- A római telepítések (Budapest, 1935)
- Budapest felmérése (Magyar Szemle, 1936)
- A magyar kisbirtok szétporlódása (Mezőgazdasági Közlöny, 1936)
- Az első magyar műszaki főiskola (Technika, 1937)
- Szigligeti séták (1937)
- Régi magyar földmérők (Budapest, 1937)
- Az egyházi birtok (1939)
- Magyarország tagosítási szükséglete (Budapest, 1942)